# Hele sa Hiwagang Hapis
Hele sa Hiwagang Hapis é um filme filipino de 2016 dos gêneros drama e fantasia, dirigido por Lav Diaz. O filme conta com mais de 8 horas de duração. 
Foi selecionado para concorrer ao Urso de Ouro no Festival de Berlim 2016.

## Elenco
- John Lloyd Cruz como Isagani
- Piolo Pascual como Simoun / Crisostomo Ibarra
- Hazel Orencio como Gregoria 'Oryang' De Jesus
- Alessandra de Rossi como Ceasaria Belarmino
- Susan Africa como Aling Hule
- Joel Saracho como Mang Karyo
- Bernardo Bernardo como Lalake / Tikbalang
- Cherie Gil como Babae / Tikbalang
- Angel Aquino como Androgynous / Tikbalang
- Sid Lucero como Basilio
- Ely Buendia como Musikero
- Bart Guingona como Kapitan Heneral
- Menggie Cobarrubias como Padre Florentino
- Ronnie Lazaro como Sebastian Caneo
- Karenina Haniel como Aling Rosario
- Paul Jake Paule como Bangkero